# Buzuci
Buzuci su naseljeno mjesto u općini Kiseljak, Federacija Bosne i Hercegovine, BiH.

## Stanovništvo

### 1991.
Nacionalni sastav stanovništva 1991. godine, bio je sljedeći:
ukupno: 109
- Hrvati - 103
- Srbi - 3
- ostali, neopredijeljeni i nepoznato - 3

### 2013.
Nacionalni sastav stanovništva 2013. godine, bio je sljedeći:
ukupno: 37
- Hrvati - 35
- Srbi - 1
- ostali, neopredijeljeni i nepoznato - 1